# Affaire Couitéas
L'affaire Couitéas, appelée aussi affaire de l'henchir Tabia-el-Houbira, est un scandale politico-financier qui a lieu sous la Troisième République dans le cadre du protectorat français de Tunisie. Elle a pour origine une tentative de spoliation de terres collectives appartenant à des tribus tunisiennes. Leur mobilisation ainsi que le soutien de personnalités politiques françaises, parmi lesquelles Jean Jaurès, incitent le gouvernement du protectorat à reconnaître leurs droits. L'affaire se termine par un acte juridique qui fait toujours jurisprudence en droit français.

## Contexte
Après l'instauration du protectorat français de Tunisie en 1881, le gouvernement tente d'encourager l'installation de colons français dans la régence. Mais les premiers volontaires se plaignent de la difficulté d'acquérir des terrains dans un pays où les titres de propriétés n'ont aucune valeur juridique en l'absence de cadastre. Certains titres ne se fondent d'ailleurs que sur les témoignages des voisins, témoignages qui peuvent toujours être contredits par la suite par d'autres voisins.
Pour mettre fin à cette incertitude, le décret du 1er juillet 1885 met en place une procédure d'immatriculation facultative. Tout propriétaire peut demander l'immatriculation de son terrain. Après deux mois de publicité locale et nationale, les titres de propriété et les oppositions éventuelles sont transmises à un tribunal créé spécialement à cet effet : le tribunal mixte. Celui-ci est composé de sept membres : un magistrat français qui le préside, trois magistrats français et trois magistrats tunisiens. Sa tâche est de valider la demande d'immatriculation ou de la refuser. Une fois celle-ci acceptée, il n'y a pas de recours contre la décision.

## Origine de l'affaire

### Basilio Couitéas
Né à Sparte en 1860 d'un père professeur agrégé, Basilio Couitéas arrive en 1879 en Tunisie, où il se lance dans le commerce des céréales avec l'aide d'un beau-frère français, négociant installé à Bône. Après l'instauration du protectorat, il devient vice-consul de Grèce à Sfax ainsi que fermier des monopoles et d'une grande partie des impôts du Sud tunisien. En 1886, il devient directeur général de la société fermière des monopoles de tabacs, jusqu'à ce que la collecte de ces impôts revienne dans le giron de l'administration fiscale.
Devenu très riche à la suite d'un héritage familial de deux millions et demi de francs, il épouse en 1897 Alice de Faucamberge, fille du colonel commandant la garnison de Kairouan. À la naissance de son fils Jean en 1901, il prend la nationalité française.

### Achat de l'henchir de Tabia-el-Houbira

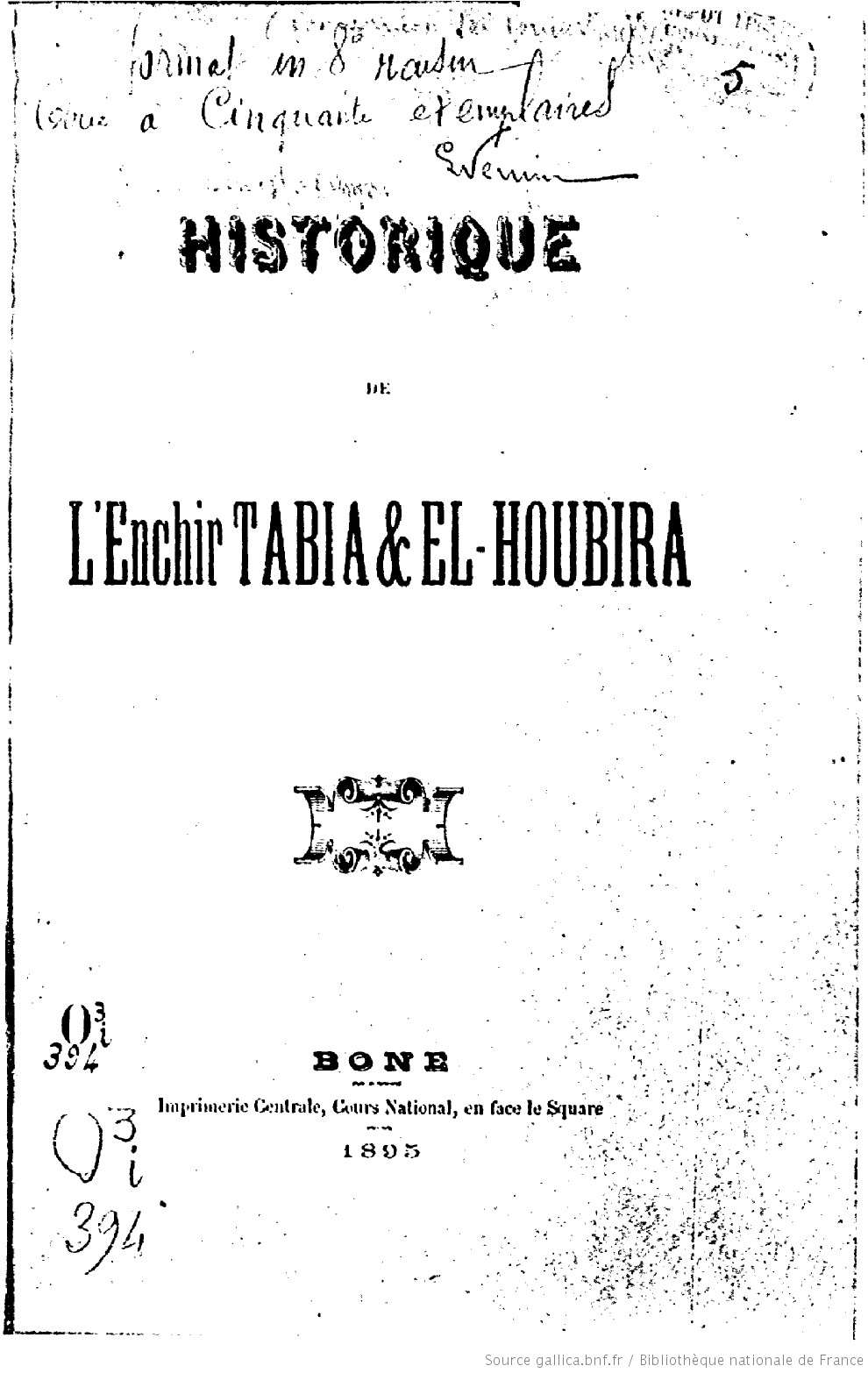
Couverture de l'ouvrage Historique de l'enchir Tabia & El Houbira paru en 1895 à Bône (Annaba).

Le 30 janvier 1731, Hussein Ier Bey fait donation par amra (décret) au marabout Hadj Fradj ben el Ghali d'un domaine de 65 000 hectares désigné sous le nom d'henchir de Tabia-el-Houbira et situé dans la zone des basses steppes entre Sousse et Kairouan. L'amra précise que « tous ceux qui feront des labours dans ledit henchir payeront au marabout l'achour (impôt sur les récoltes) en blé et en orge. Cette donation est faite par nous pour aider le susdit à nourrir les pauvres et les malheureux ».
En 1887, les héritiers du marabout, bien que dispersés à travers la Tunisie et la Tripolitaine, acceptent de vendre leurs parts au général tunisien Hassen Tordjman et à un Européen du nom d'Athanasio Grégorio. Une autre partie du domaine est vendue à un Français de Bône, Dominique Bertagna. Toutefois, malgré les plaintes de ces derniers auprès du Charaâ et des tribunaux français, les occupants de l'henchir, membres des tribus Souassi et Jlass, refusent énergiquement de payer tout loyer, faisant valoir qu'ils avaient toujours été là et que leurs ancêtres n'avaient jamais rien versé. Après avoir exposé leur situation dans un fascicule, Historique de l'enchir de Tabia & El Houbira, les trois propriétaires décident d'unir leurs efforts en créant une société civile le 27 avril 1894, à laquelle ils convient Basilio Couitéas.
Face aux tentatives d'intimidation, certains occupants cèdent et acceptent les contrats de location proposés au prix de cinq piastres la méchia (soit trente centimes par hectare), contrats aussitôt utilisés comme accréditant la validité des titres de propriété.

### Tentatives de validation des actes de propriété
Utilisant ses relations, Couitéas tente de faire valoir la validité de ses titres de propriété auprès du gouvernement du protectorat mais la direction de l'Agriculture lui répond en 1898 que « même si les titres que M. Couitéas apportent sont authentiques, ils n'ont pas la valeur qu'il leur donne, et rien ne peut prévaloir, en justice comme en droit, devant l'immémoriale possession de centaines et de milliers d'indigènes ».
Parallèlement, une réquisition est déposée le 16 décembre 1895 auprès du tribunal mixte pour demander la validation de titres de propriété et l'immatriculation du domaine en faisant valoir que le prix d'achat est un enzel annuel (rente perpétuelle) de 2 100 francs. La demande est rejetée le 2 mars 1901 pour les motifs suivants :
- « Attendu que cet immeuble a une étendue considérable et paraît également avoir une valeur importante ; qu'on se trouve d'abord frappé de la modicité du prix d'acquisition et qu'il y a là un premier élément de fait qui s'impose à l'attention du tribunal » ;
- « Attendu qu'on constate, d'autre part, qu'au moment de l'acquisition, cet immeuble était occupé par de nombreux indigènes »… ;
- « Attendu qu'il est d'autre part certain que les requérants ne sont pas reconnus par la presque totalité des occupants, ainsi qu'en témoignent surabondamment les revendications formulées par 120 groupes d'indigènes admises par le tribunal de céans » ;
- « Attendu que, bien plus, ils sont entrés en lutte avec les occupants dès l'instant où ils ont voulu faire acte de propriétaire sur cet henchir »… ;
- « Attendu qu'on se trouve donc amené à reconnaître que les titres originaires restent douteux, comme est douteuse la possession ».

Le décret du 14 janvier 1901 vise à mettre fin à ces tentatives de spoliations des tribus tunisiennes en édictant « que ces territoires collectifs sont inaliénables, les membres de la tribu n'ayant sur eux qu'un droit de jouissance ».
Malgré tous ces échecs, Couitéas refuse de quitter le terrain contesté. Il embauche des Marocains qui confisquent les troupeaux surpris sur la propriété et ne les rendent que contre rançon ; des bagarres éclatent entre gardiens et occupants et ces derniers répliquent aux gendarmes qui tentent de ramener le calme : « Nous sommes ici chez nous, personne ne nous en chassera et si, quand l'huissier est venu nous ordonner de plier nos tentes, elles ont été pliées sur son injonction, c'est qu'il n'y avait que des femmes ce jour-là pour le recevoir ».

### Commission d'arbitrage

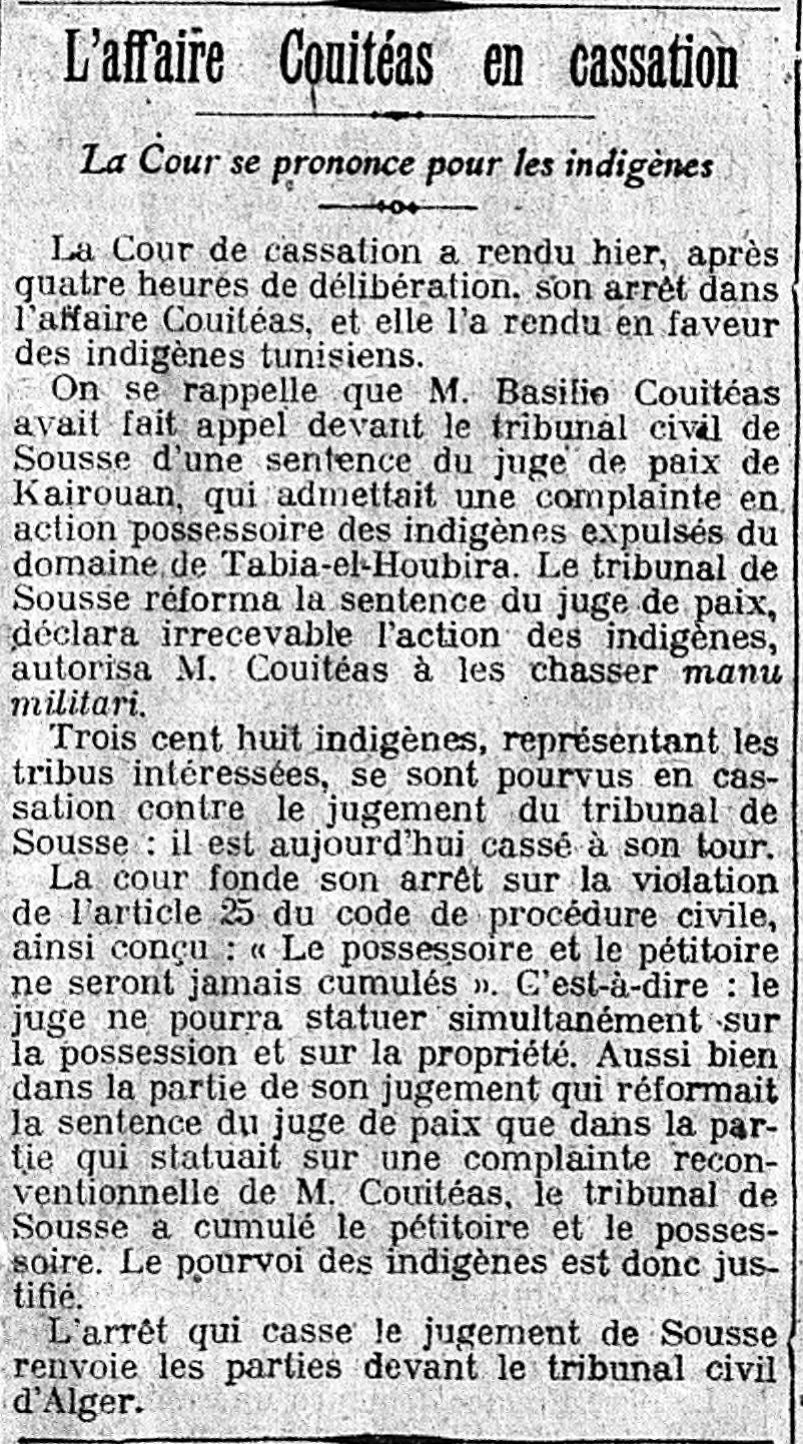
Article paru dans le journal Le Matin relatant la décision de la Cour de cassation.

Couitéas fait alors jouer ses appuis politiques pour contourner la décision du tribunal mixte qui est pourtant sans appel. Une commission d'arbitrage est nommée le 15 novembre 1904 et comprend trois hauts fonctionnaires mais aucun magistrat : Paul Ducroquet (ancien directeur général des finances tunisiennes), Charles Tauchon (vice-consul de France à Tunis) et Jules Abribat (interprète judiciaire à Tunis). Avec un certain humour, Gabriel Alapetite, résident général de France en Tunisie à partir de 1906, raconte la procédure à la Chambre des députés : 
« Ils ont été, en arrivant, très surpris de trouver, à la périphérie de ce domaine, toutes les apparences de la propriété privative, des plantations, des murs de terre, des puits, tous les signes auxquels se révèle en Tunisie la propriété privative en voie de constitution. En sorte que leur tâche a été, en quelque manière, commandée par cet aspect des lieux. Ils ont vu qu'il était tout à fait inutile d'essayer d'attribuer à M. Couitéas ces terres de la périphérie, qu'il y avait là une propriété privative qui se défendrait énergiquement.

Mais à mesure qu'on se rapprochait du centre, l'occupation était plus superficielle, plus précaire. Il semblait que là, ceux qui cultivaient ne fussent pas assurés du lendemain. Ils n'avaient pas fait de plantations. Alors les arbitres se sont dit : « ceux-là se laisseront sans doute déposséder plus facilement et puis leurs voisins se serreront pour leur donner asile ». C'est là qu'était la méprise. Lorsque les travaux des arbitres ont été terminés, lorsque les arbitres ont dit : « il y aura au centre une sorte de cercle de 38 000 hectares d'un seul tenant, pour M. Couitéas ; puis en dehors, il y aura une sorte de demi-cercle dans lequel les indigènes que M. Couitéas n'aura pas voulu garder comme locataires pourront trouver refuge », ils pensaient que, grâce à la confraternité indigène, les occupants des 27 000 hectares laissés aux indigènes ouvriraient les bras pour recevoir les autres. Mais, messieurs, le contraire est arrivé. »
L'arbitrage est entériné le 15 février 1906 : cette décision rassure Couitéas qui rachète alors les parts de ses trois associés à partir du 13 novembre 1904, pour un montant, d'après ses dires, de 701 500 francs. Muni de ses titres de propriété, il exige des fellahs tunisiens un loyer exorbitant de 11 francs l'hectare au lieu des 30 centimes qu'on leur réclamait auparavant et qu'ils refusaient déjà de payer. Dans le même temps, il obtient du Crédit foncier d'Algérie et de Tunisie un prêt de 750 000 francs en apportant pour garantie le montant des loyers qu'il compte extorquer. Tenaces, ses supposés locataires n'abandonnent pas ; ils sont 308 à demander justice au tribunal administratif de Sousse, qui les déboute le 13 février 1908, ce qui ne les empêche pas de se pourvoir en cassation. Le 15 mai 1911, ils obtiennent partiellement satisfaction puisqu'une partie du jugement est cassée : la Cour de cassation reproche au tribunal de Sousse de s'être prononcée simultanément sur le droit de propriété et sur le droit d'occupation. L'affaire est donc renvoyée devant le tribunal civil d'Alger.

### Dépossession de Couitéas
Le départ du résident général Stephen Pichon le 29 décembre 1906 prive Couitéas de son plus fidèle soutien. Son successeur, Gabriel Alapetite, refuse toute aide à l'homme d'affaires qui exige l'expulsion de ses locataires refusant toujours de payer tout autant que de partir. Ses demandes d'envoyer les forces de l'ordre évacuer son domaine restent lettre morte. Finalement, le décret beylical du 23 novembre 1908 casse l'arbitrage : 
« Considérant que le compromis des 14 et 15 novembre 1904, l'acte additionnel du 20 janvier 1905  et le rapport d'arbitrage du 15 février 1906 n'ont pas été soumis à notre sanction, qu'ils sont nuls et ne sauraient, par conséquent, faire obstacle à l'application de la loi ;

Considérant d'ailleurs que ces actes, loin d'avoir pour résultat d'apaiser les contestations qu'ils avaient pour but de régler, n'ont fait qu'aggraver les difficultés locales et qu'il importe de mettre fin à une situation susceptible de compromettre la tranquillité publique ;
Sur la proposition du Premier ministre, après nous être assuré de l'assentiment du gouvernement français :

Acte I.- Il sera procédé aux opérations de délimitation des terres collectives de tribus dans le caïdat des Jlass. Les opérations de délimitation des terres collectives de tribus dans le caïdat des Souassi prescrites depuis le 15 août 1906 seront poursuivies sur les territoires restés jusqu'à ce jour en dehors des opérations. »
Par ce décret, l'henchir de Tabia-el-Houbira est réintégré dans les terres collectives qui sont inaliénables et ses occupants récupèrent le droit de jouissance dont ils avaient été dépossédés. Tous les actes de propriétés de Couitéas sont déclarés nuls mais, fort de ses soutiens politiques, celui-ci ne compte pas se laisser faire. C'est le début de l'« affaire Couitéas ».

## Affaire Couitéas

### Prise de position de Jean Jaurès

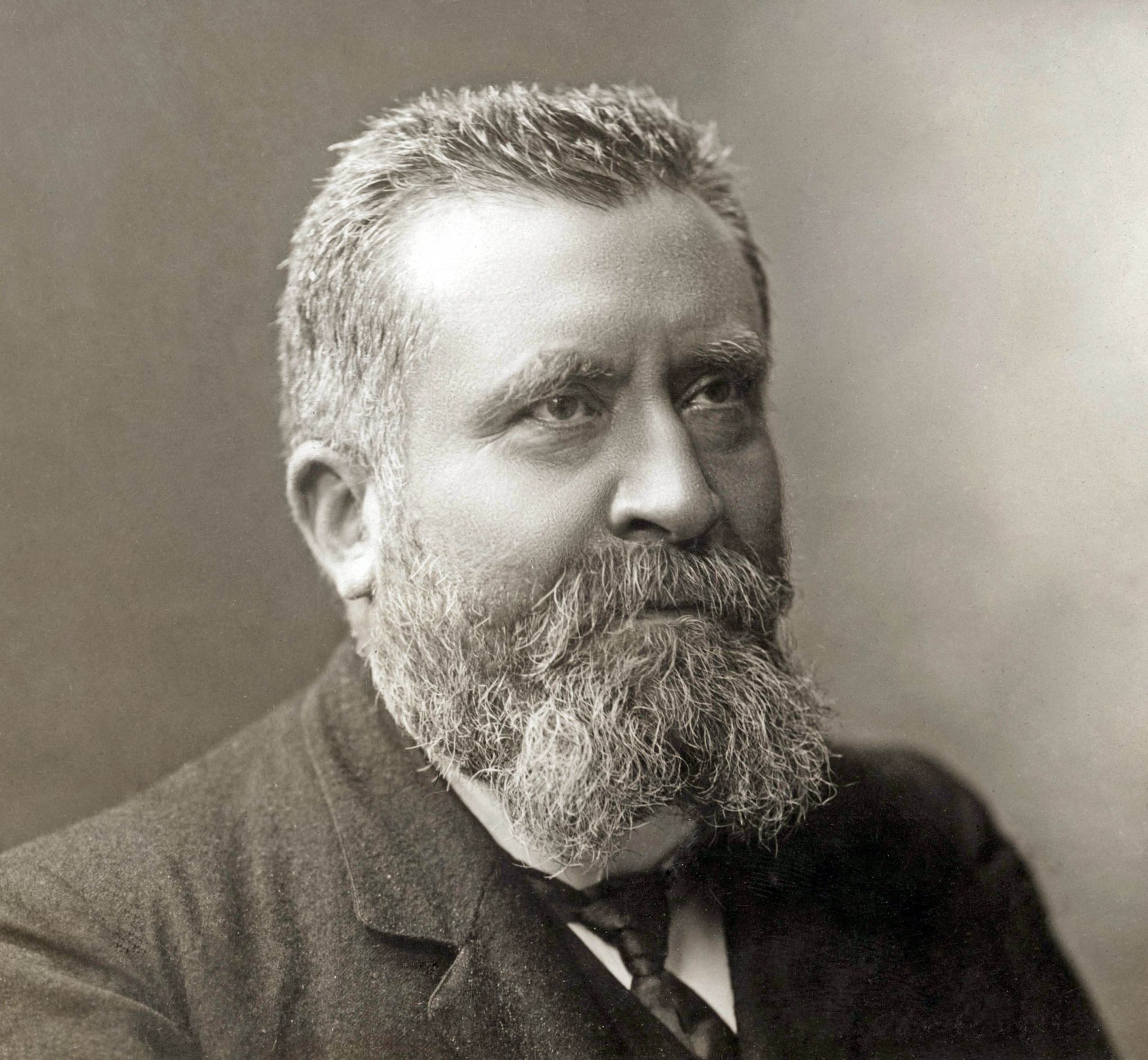
Jean Jaurès.

En mars 1911, la Ligue des droits de l'homme et du citoyen publie une brochure intitulée L'arbitraire en Tunisie, rédigée suivant l'enquête de l'un de ses membres, l'avocat Goudchaux Brunschvicg. Si l'affaire Couitéas n'est pas mentionnée, les dangers soulevés par les lois concernant les immatriculations des terres collectives sont soulignés. C'est surtout un réquisitoire contre les passe-droits octroyés à des hommes politiques qui se sont constitué des domaines importants en Tunisie alors qu'ils étaient chargés d'en contrôler l'administration. Deux mois après la sortie du document, Jean Jaurès signe un éditorial dans L'Humanité, où il prend parti dans l'affaire Couitéas et met en garde ceux qui pourraient se laisser abuser par l'homme d'affaires : 
« Il y a des journaux, dont la bonne foi a sans doute été surprise, où la juste protestation contre les iniquités et les pilleries tunisiennes s'accompagne d'une sorte d'apologie de M. Couitéas. Or, l'opération de M. Couitéas a été la plus scandaleuse tentative d'expropriation qui ait été commise en Tunisie contre des Tunisiens […] Ce qui est certain, ce qui, du point de vue de la moralité politique et sociale, domine tout le débat, c'est que des milliers d'indigènes qui étaient en possession depuis des générations, ont été subitement menacés d'expulsion par la production d'un titre plus que suspect : c'est que M. Couitéas a tenté de leur arracher quarante mille hectares, acquis par lui d'un trafiquant audacieux, moyennant la redevance cyniquement dérisoire de trente-deux millimes, à peine un peu plus de trois centimes par hectare et par an. C'est que la direction de l'agriculture en Tunisie avait signalé le caractère frauduleux de l'opération […]

Mais M. Couitéas n'a cessé de manœuvrer. Il avait réussi un moment à surprendre la bonne foi de la Ligue des droits de l'homme. Celle-ci a bien voulu m'entendre et elle a conclu qu'il n'y avait pas lieu pour elle de s'intéresser à M. Couitéas et à sa protestation […] Il serait trop commode vraiment qu'un scandale réussit à se perdre dans la multiplicité des scandales soulevés autour de lui. Il y a un proverbe oriental qui dit : « Le chameau se cachera-t-il dans la poussière de la caravane ? ». »

### Interventions à la Chambre des députés

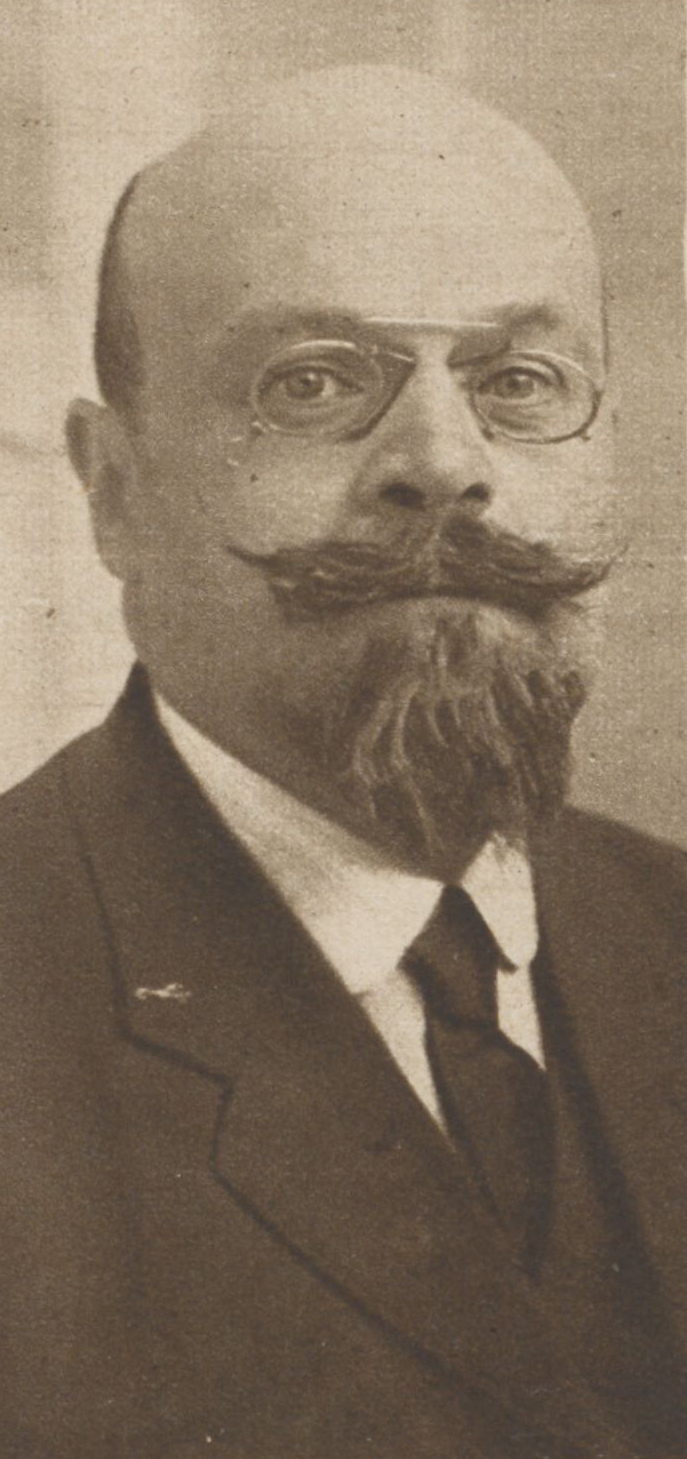
Amédée Thalamas.

Malgré les mises en garde de Jaurès, plusieurs députés socialistes prêtent une oreille complaisante à la version défendue par Louis Rouest, représentant officiel de la Fédération socialiste de Tunisie, qui a pris fait et cause pour Couitéas. Le 12 juillet 1911, les députés Émile Driant, Joseph Lagrosillière, Albert Dalimier et Amédée Thalamas interviennent à la Chambre des députés en sa faveur. L'intervention la plus remarquée est celle de Thalamas qui reprend à son compte les allégations de l'affairiste : 
« M. Couitéas est arrivé en Tunisie il y a quinze ou dix-huit ans avec une fortune de 2 millions. Il a acquis, dans des conditions d'une régularité absolue, un terrain de 60 et quelque mille hectares. Pour avoir la jouissance complète et certaine de cette propriété, il a accepté une convention proposée par le gouvernement tunisien, convention qui lui a retiré 28 000 hectares pour les attribuer aux Arabes nomades. Les promesses faites aux Arabes n'ont pas été tenues et les Arabes refoulés des concessions voisines se portent sur les terrains de M. Couitéas qui n'a plus la jouissance du bien légitimement acquis et mis en œuvre, qui a vu ses hangars brûlés, ses machines agricoles détruites, qui a dû enfin se réfugier à Tunis et, situation extraordinaire, ne possède plus rien. Cette situation est inadmissible, messieurs, et je veux tout de suite faire justice d'une légende d'après laquelle M. Couitéas aurait eu ces terrains pour un morceau de pain. J'ai entre les mains les reçus constatant qu'il a payé cette propriété 743 500 francs aux trois copropriétaires qui l'avaient acquise des descendants du marabout auquel un décret du bey l'avait accordée en 1731. »
La Fédération socialiste de Tunisie est furieuse de ces interventions alors qu'elle avait déjà alerté ses collègues parisiens de la réalité des faits. Avant même qu'il ne retourne en Tunisie, Rouest fait l'objet d'une procédure d'exclusion de la SFIO.

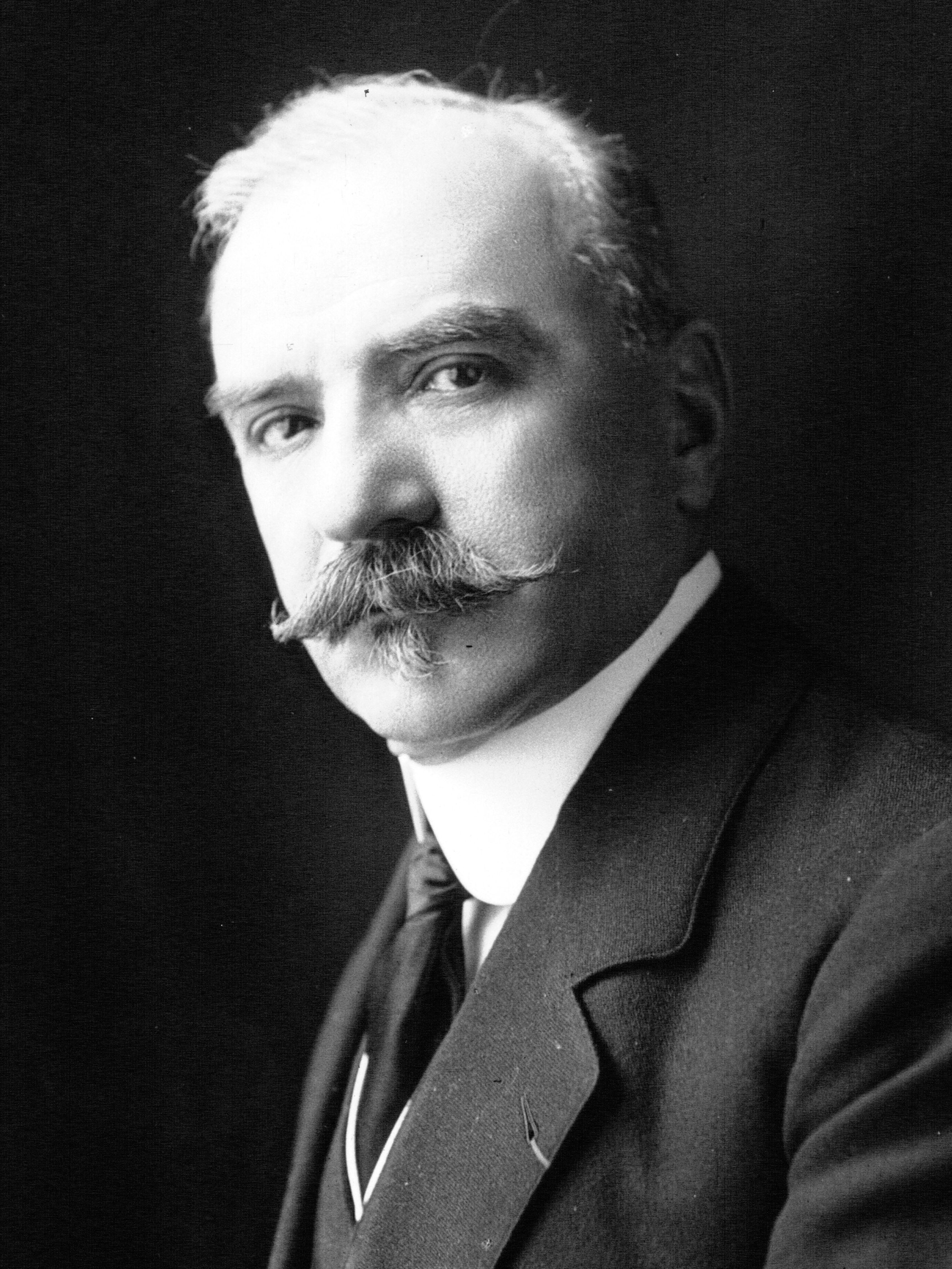
Émile Driant en 1913.

Ces interventions déclenchent des débats par voie de presse entre partisans et adversaires de Couitéas. Ses soutiens crient au déni de justice en faisant valoir que, les titres de propriété ayant officiellement été reconnus, leur annulation par un décret beylical rédigé par la résidence générale est un abus de pouvoir. On dénonce la toute puissance du résident général qui n'hésite pas à renier ses engagements antérieurs et qui refuse de faire respecter les injonctions des tribunaux ,,,. Quant à ses adversaires, ils insistent sur la faible valeur d'achat du domaine, en ne retenant que la valeur de l'enzel, et pointent les contradictions du propriétaire qui déclarent des revenus locatifs énormes sur un terrain qu'il certifie être désert. L'affaire devient alors le symbole des spoliations subies par les tribus indigènes au profit de richissimes spéculateurs,.
Les débats à la Chambre des députés révèlent que Couitéas a proposé la revente de son domaine au gouvernement tunisien pour la somme de 2 500 000 francs. Devant l'émoi soulevé par l'énormité du prix demandé pour une propriété payée quelques dizaines de milliers de francs, le député Émile Driant justifie le montant lors d'une très longue intervention à la Chambre des députés le 19 janvier 1912. Il y détaille les sommes déboursées pour l'achat du domaine et pour sa mise en valeur.
L'affaire Couitéas n'est que l'un des nombreux scandales révélés par les interventions des députés sur les spoliations des propriétés tunisiennes pour le plus grand bénéfice d'hommes d'affaires et de députés. Le résident général Alapetite intervient alors à la Chambre des députés les 30 janvier et 1er février 1912 pour répondre aux multiples accusations. C'est l'occasion pour lui de justifier le refus d'immatriculer l'henchir de Couitéas ainsi que les raisons qui l'ont amené à casser le jugement d'arbitrage. Il y détaille ses doutes sur la validité des titres de propriété acquis par l'homme d'affaires tout en dénonçant sa conduite vis-à-vis des occupants du domaine. Il justifie enfin sa décision de casser le jugement d'arbitrage : « Qu'il me suffise de dire que le gouvernement français s'est ému comme le gouvernement tunisien des conséquences tout à fait dangereuses pour l'ordre public de ce conflit et qu'en 1908, mieux informé, il a donné au gouvernement tunisien des instructions très précises pour que, dorénavant, ce dernier prit la défense des indigènes sur l'enchir Tabia-el-Houbira et leur prêtât devant les juridictions le concours de son autorité ». Il conclut enfin en annonçant que, bien que l'affaire concerne un protectorat, le dossier est transmis au Conseil d'État qui étudiera les griefs de Couitéas contre le gouvernement français,.

## Héritage

### Arrêt Couitéas
L'affaire est terminée : son protagoniste malheureux transmet alors son dossier au Conseil d'État pour obtenir réparation des préjudices causés par le refus du gouvernement du protectorat de faire évacuer sa propriété malgré l'injonction du tribunal de Sousse, préjudices estimés par lui à 4 600 000 francs. Le ministre français des Affaires étrangères justifie son refus par les troubles graves qu'aurait pu susciter l'expulsion de nombreux indigènes de territoires dont ils s'estiment les légitimes occupants depuis un temps immémorial.
L'arrêt rendu le 30 novembre 1923 fait toujours jurisprudence sous le nom d'« arrêt Couitéas », en rendant légal le « droit à la réparation d'un préjudice à la suite du refus du gouvernement de prêter le concours de la force publique pour une expulsion ». Mais, parallèlement, il reconnaît au gouvernement, quand l'intérêt public est en jeu et que des troubles graves sont à craindre, le droit de prendre, par son action ou son abstention, certaines mesures exceptionnelles qui peuvent léser des droits privés.
Un second arrêt daté du 2 décembre 1927 condamne l'État à verser à Couitéas une indemnité de 1 500 000 francs. Quelques années plus tard, après le décès du bénéficiaire en 1928, les ayants droit, Mme Boissière et Jean Couitéas, réclament un supplément d'indemnité alléguant que l'arrêt de 1927 ne statuait que sur le passé alors que l'occupation n'avait pas cessé. Ils sont définitivement déboutés début novembre 1936.

### Cas des terres collectives
L'affaire Couitéas illustre les difficultés rencontrées par le gouvernement du protectorat pour concilier les besoins en terres des colons français et les droits des tribus indigènes dont on craint les révoltes. Basilio Couitéas est sans doute de bonne foi quand il s'appuie sur ces titres de propriété rachetés à des Tunisiens se prétendant légataires de ce domaine. Mais dans ce pays nouvellement conquis, où la notion de propriété est très différente des textes français, un occupant tunisien qui a vivifié sa terre en la travaillant a plus de droits qu'un possesseur d'un acte administratif dont la valeur est toujours sujette à caution. Bien d'autres colons français ont connu de telles déconvenues : Gabriel Alapetite, lors de son intervention à la Chambre des députés, cite le cas d'un colon dont le titre de propriété avait été refusé par le tribunal mixte : « Il a limité ses prétentions, s'est mis à cultiver la terre au milieu des indigènes contre qui son procès avait été débattu et, comme il a quelque argent, qu'il leur fait quelques avances, qu'il leur paye d'assez larges salaires pour les journées qu'ils font chez lui, il a fini par faire à peu près bon ménage avec eux et nous n'entendons plus parler de lui » ; il précise : « en Tunisie, quand un nouveau venu laboure de la terre, quand il la travaille sérieusement, quand il y fait des plantations, si c'est dans une région où les occupants ne sont pas très serrés les uns contre les autres, les voisins reconnaissent assez volontiers le titre de celui qui a voulu prendre possession de la terre en la vivifiant par son travail personnel ». On est bien loin des pratiques des nombreux spéculateurs qui achètent des domaines à faible prix en espérant rentabiliser leur achat en loyers ou en revente en petits lots.
Certains historiens comme Béchir Yazidi suggèrent que le décret du 14 janvier 1901 est une conséquence de l'affaire Couitéas. En préconisant l'immatriculation des terres collectives, ce décret permet d'éviter de nouvelles appropriations de spéculateurs puisque toute acquisition est gelée dès la promulgation du décret. Cependant, en proclamant que les tribus n'ont plus qu'un « droit de jouissance » sur ces territoires qui rejoignent le domaine de l'État, certains observateurs craignent que le but du gouvernement est surtout de reconnaître de nouveaux terrains inoccupés qui pourraient devenir de futurs lots de colonisation. D'autant que le même décret prévoit la création immédiate d'une commission « chargée d'étudier et de définir les conditions d'établissement, de jouissance, de conservation et de transmission de la propriété dans les terres collectives de tribus ». Mais, si les délimitations des terres collectives sont presque achevées en 1909, la commission n'a pas encore commencé ses travaux.
Face aux menées de l'administration tunisienne et aux spéculations des Couitéas, les tribus tunisiennes sont désarmées puisqu'elles n'ont aucune existence juridique alors que les droits de propriétés qu'elles revendiquent sur leurs terres de parcours et de pacage sont des droits collectifs. C'est l'une des raisons pour lesquelles les plaignants tunisiens de l'henchir de Tabia-el-Houbira ont été déboutés par le tribunal de Sousse en 1908 comme le dénonce Jaurès à la Chambre des députés.
Le combat des Jlass et des Souassi contre les dépossessions initiées par Couitéas incite à la prudence le gouvernement du protectorat, qui craint les réactions des tribus tunisiennes. Les terres collectives sont sanctuarisées et, en mai 1922, la direction de l'Agriculture décide de considérer comme « terres de tribus » tous les terrains collectifs sans exception à la seule condition que « l'État eût le droit d'en faire l'acquisition ».
Enfin, le décret du 30 décembre 1935 accorde aux tribus une personnalité civile qui leur permet de revendiquer la possession des terres sur lesquels elles vivent. L'article 2 définit ainsi la notion de tribu comme « tout groupement administratif ou familial ou quelconque de sujets musulmans, qui justifie d'un droit de jouissance collectif sur une des terres précédemment définies comme telles, quel que soit l'origine de ce droit ». Dans les années suivantes, chaque tribu est dotée, par décret individuel de la personnalité civile, avec parfois des conséquences néfastes puisque la reconnaissance de leurs droits de propriété incite certains à revendre les terres, entraînant l'éclatement de la tribu.